# Seru Epenisa Cakobau

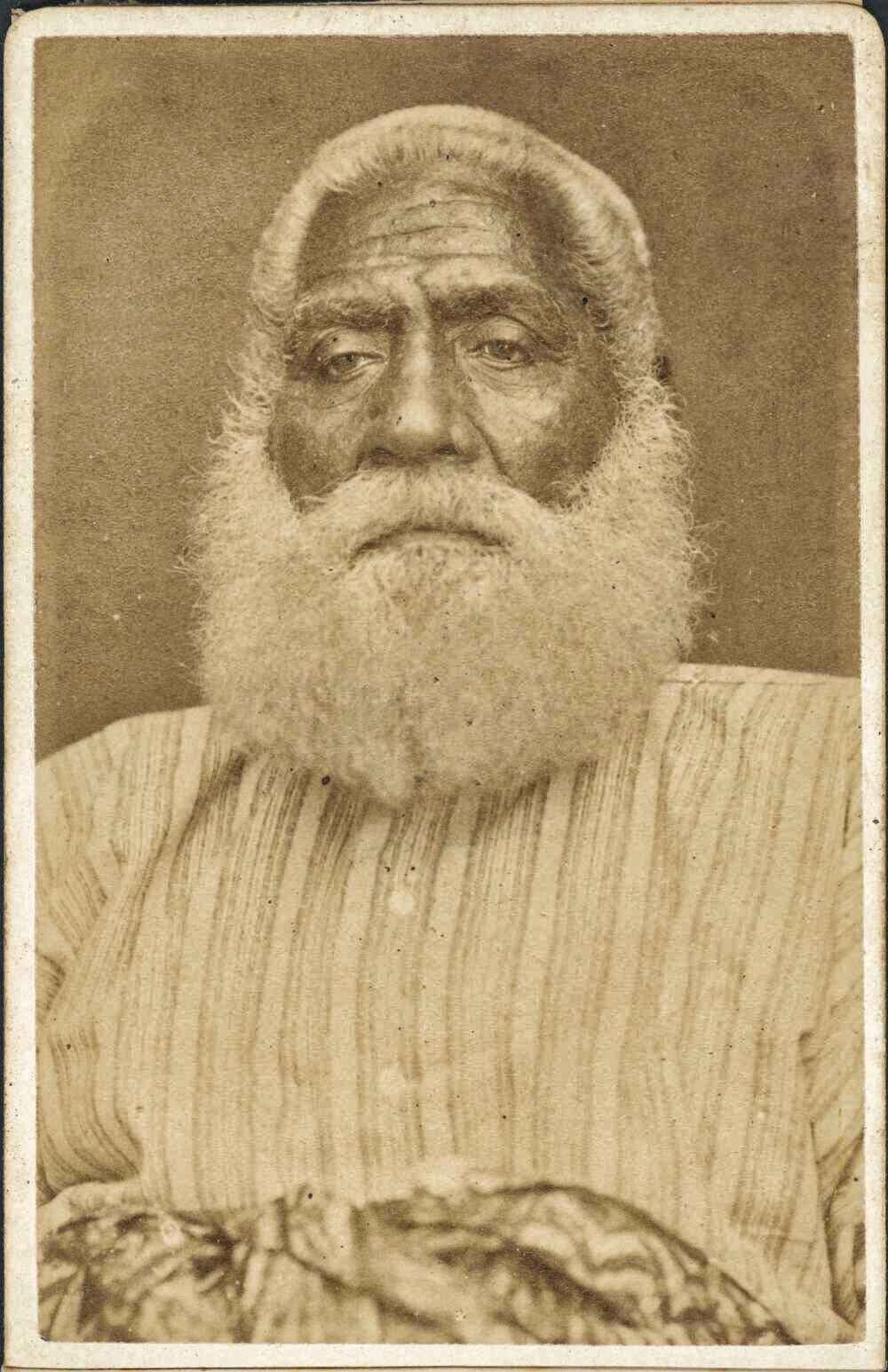
Seru Epenisa Cakobau, Porträtfotografie um 1870 bis 1879, Francis H Dufty

Ratu Seru Epenisa Cakobau (IPA: [θakoˈmbau]; ältere Schreibung Thakombau) (* 1815 in Narai; † 1. Februar 1883) war der erste und letzte König Fidschis (Tui Viti) und Vunivalu von Bau.

## Leben
Cakobau wurde auf der Insel Narai geboren und wuchs auf Gau der Lomaiviti-Inseln auf. Im Zuge der Bau-Kriege wurde 1832 der Großteil von Cakobaus Familie ermordet, sein Vater Tanoa Visawaqa († 1852) ins Exil geschickt und entmachtet; sein junger Sohn wurde jedoch verschont, weil er als harmlos angesehen wurde. 1837, nach fünf Jahren im Exil, beschloss er, Rache für seinen Vater Tanoa auszuüben, und folterte seine Feinde. Seit daher ist er auch als Thakombau bekannt, was übersetzt so viel wie Böses zu Bau bedeutet.
Bis zum Jahr 1854 war Kannibalismus in Fidschi weit verbreitet. Nachdem ihn Missionare aber überzeugt haben, zum Christentum zu konvertieren, schaffte er den Kannibalismus ab. 1857 ließ er außerdem von der Polygamie ab und heiratete seine Frau, mit der gemeinsam er am 11. Januar 1858 unter den Namen Ebenzer und Lydia getauft wurde.

## Herrschaftszeit
Im Jahr 1852 starb sein Vater und Cakobau wurde im Juli des darauffolgenden Jahres zum Kriegsherrn (Vunivalu) von Bau.
1859 bot er als mächtigster Herrscher Fidschis dem Vereinigten Königreich die Souveränität der Inseln an. Dies wurde aber 1862 vom Duke of Newcastle abgelehnt.
Im Juni 1871 errichteten einige Engländer ein fidschianisches Parlament, mit Thakombau als König. Es wurde eine Verfassung vereinbart und das Parlament gewählt. Dies erwies sich aber als Fehlschlag, da später das Parlament und die Regierung sich gegenseitig feindselig gestimmt waren und das Ministerium ohne Hilfe des Parlaments regierte. In der Zwischenzeit wurde in England und Australien über eine Annexion von Fidschi nachgedacht. Um über eine Abtretung der Souveränität zu verhandeln, reiste der Gouverneur von New South Wales, Sir Hercules Robinson, im September 1874 auf die Inseln. Die Reise stellte sich als voller Erfolg heraus: König Seru Epenisa Cakobau und andere Anführer traten das Land am 10. Oktober 1874 ab.
Cakobau, dem im Gegenzug eine Pension versprochen wurde, besuchte am Ende des Jahres 1874 begleitet von seinen zwei Söhnen die Stadt Sydney. Als er von der Reise zurückkam, war er an Masern erkrankt. Die Krankheit, die sich rapide verbreitete, tötete in den sechs Monaten, in denen sie über die Inseln wütete, bis zu 40.000 Einwohner Fidschis. Cakobau starb schließlich am 1. Februar 1883.

## Ränge und Ämter
- 1852–1883: Vunivalu von Bau
- 1867–1869: Tui Bau
- 1871–1874: Tui Viti (König von Fidschi)[2]